# تقية الطويلية
تَقية الطَوِيْلِيَّة فنانة يمنية، من رائدات الغناء الفلكلوري الشعبي، خاصة اللون الصنعاني، أطلق عليها ملكة الغناء النسائي اليمني. وُلدت في اربعينيات القرن الماضي في أحد أحياء مدينة صنعاء القديمة لعائلة بسيطة، وقد شقت طريقها إلى الفن منذ عمر الثانية عشرة، عندما غنت لأول مرة خلسة من أخيها في الديوان النسائي بمنزل الأمير علي نجل الامام يحيى حميد الدين، وكان أول من اكتشف موهبتها الفنية وهي في ذلك العمر الفنان محمد حمود الحارثي عندما سمعها تغني خلسة من أهلها في حفلة زفاف بالقرب من منزله في صنعاء القديمة. واجهت الموت مرارًا من خلال محاولة أخيها دس السم لها في أكثر من مرة وكسرت كل القيود، واستمرت في مسيرتها الفنية حتى نالت شهرة محلية واسعة.

## أعمالها الفنية
ساهمت الفنانة بشكل كبير في إحياء الأغاني التراثية اليمنية، تحلت بشجاعة نادرة حيث كانت من أوائل الفنانات اليمنيات اللاتي تحدين التقاليد المجتمعية وسلكن درب الفن. غنت مع أشهر فناني اليمن وفي مقدمتهم علي عبد الله السمه ومحمد حمود الحارثي وهما أول من لحن أعمالا غنائية لها. بدأت مسيرتها الفنية قبل قيام ثورة 26 سبتمبر 1962م بسنوات قليلة بشكل جلسات نسائية خاصة، إلا أن موروثها الفني المسجل وشهرتها على الساحة الفنية اليمنية جاءت بعد الثورة. أدت الطويلية العشرات من الأغاني والأناشيد، وسجلت منها 21 ألبوماً، وقد لحن لها وشارك معها في الغناء العديد من الفنانين، منهم علي بن علي الآنسي، أحمد السنيدار، وأحمد فتحي، كما غنت للعديد من الشعراء، ولها رصيد مؤثر من الأغاني الوطنية.
سجلت أول اسطوانه بعنوان: لا تسألوني كيف حالي اليوم .. والله يا عيني ما ذاقت النوم، كما اشتهرت بزفة العروس في الكثير من أعراس العاصمة صنعاء وتقديم العديد من الاغاني تحت إيقاع الصحن الذي له وقع وجاذبية خاصة. شاركت مع الفرقة الموسيقية التابعة لوزارة الثقافة بالعاصمة صنعاء، كما غنت للإذاعة والتلفزيون، ومثلت اليمن مع الفرق الفنية اليمنية في عدد من الدول العربية والأجنبية، وأُجرِيت معها العديد من المقابلات في الاذاعة والفضائيات والصحف والمجلات، حتى أن الفرنسيين وثقوا فنها ومسيرتها الغنائية من خلال تسجيل أغانيها على اسطوانات.

## وفاتها
توفيت في صنعا يوم الإثنين 13 ذو الحجة 1446 هجرية الموافق 9 يونيو 2025 عن عمر ناهز 77 عامًا. وقد نعت وزارة الُثقافة والسياحة الفنانة تقية الطويلية، مشيرة في بيان النعي أنها كانت إحدى رائدات الغناء اليمني النسوي وقدمت العديد من الأغاني والأناشيد الوطنية، كما أنها مثلت نموذجًا رائعًا في مسيرة الفن اليمني.